# Cadira de Maximià
La Cadira de Maximià és un tron de vori esculpit, realitzat a mitjan segle vi per a l'arquebisbe Maximià de Ravenna. Actualment es troba al Museu Arquebisbal de Ravenna. Es creu, en general, que el tallaren a l'Orient grec de l'Imperi Romà d'Orient i l'embarcaren a Ravenna, però hi ha hagut un debat erudit sobre si es feu a Constantinoble o a Alexandria. Ravenna s'havia convertit el 402 en la capital de l'Imperi Romà d'Orient.
L'estil de la cadira és una barreja d'art paleocristià i el de la Primera Edat d'Or de l'art romà d'Orient. Està feta amb panells tallats en vori, amb marcs de vinyes i parres, sobre un marc de fusta. El tron en si és gran, amb un suport alt semicircular i podria haver sostingut una creu enjoiada (crux gemmata) o Evangeli durant un temps. La talla en vori es va fer en relleu i els plafons representen figures bíbliques. La part posterior del tron mostra escenes de la vida de Crist; els costats inclouen escenes de la història de Josep del Gènesi, i a la part davantera hi ha els quatre evangelistes al voltant de Joan Baptista, que sosté un medalló amb l'Agnus Dei i el nom de Maximià al damunt.

## Descripció de la peça

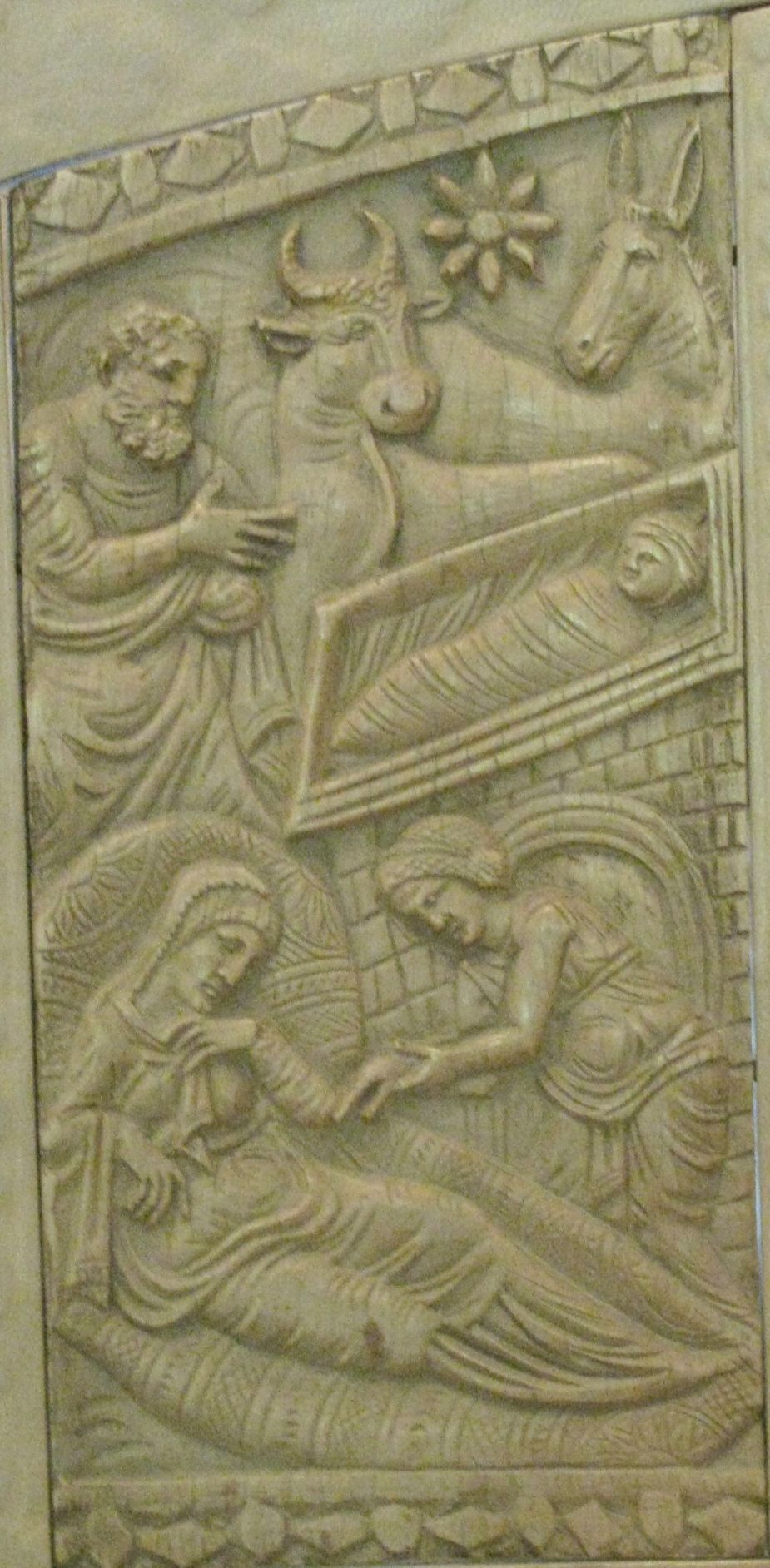
Escena nadalenca

La peça es troba exposada al Museu Arcivescovile, que també alberga la Capella de Sant’Adrea i obres de l'antiga seu. L'església romana d'Orient no afavoria l'escultura exempta, perquè temia que recordàs els ídols de la religió pagana grecoromana. Sí que es permetien petites talles en relleu, amb una barreja de bi- i tridimensionalitat. La talla de vori (eborària) s'emprà en moltes escultures de luxe romà d'Orient, com ara el Díptic de l'Adoració dels reis d'Orient i el Díptic Barberini, que representa Justinià I el Gran com a Sacre emperador. El tron és la peça més gran d'ivori de l'antiguitat tardana, i atrau per les línies simples i proporcionades juntament amb les talles elaborades.
La grandària del tron i les clares variacions estilístiques entre els plafons suggereixen que hi treballaren diferents artistes romans d'Orient del segle vi. La tècnica dels panells indiquen, si més no, dos artistes diferents d'habilitats desiguals. Tot i que l'estil general dels panells pot reconéixer-se, els del front són prou senzills, esbossats, en comparació amb les escenes del costat i el respatller de la cadira, que són prou cridaners i descurats. Les dues tècniques de dos artistes pot explicar-se per la pandèmia que va arrasar en aquella època (h. 540, la pesta de Justinià). La pesta s'estengué per tot l'Imperi Romà des de l'Àfrica oriental per la Ruta del Vori i els artistes d'aquests tallers podrien haver estat entre les primeres víctimes. La deterioració de la tècnica per tant pot explicar-se per la defunció del principal mestre.
Aquesta famosa cadira episcopal està totalment realitzada en ivori, tret d'uns plafons perduts que han estat reemplaçats per panells de fusta recoberts de pergamí (que harmonitza millor amb el to i el color de les altres parts de vori). Dels panells del suport del tron, només han sobreviscut o s'han restaurat, 16 dels 24 plafons. De 1,50 m d'alt i 0,60 m d'ample, originàriament tenia 26 panells d'ivori tallat, en què es representen dos cicles narratius: els del suport eren dedicats a la vida de Crist, els que apareixen en tots dos reposabraços representen escenes del cicle de Josep i, a la part davantera, on es troben els plafons millor tallats, es veu els quatre evangelistes i sant Joan Baptista, amb una representació de l'agnus dei en un medalló.
Es tracta d'una cadira considerada com el símbol de la dignitat i autoritat del bisbe, ja que s'hi fa explícitament al·lusió a la funció d'ensenyament assumit en record de la funció docent de Crist.

## Anàlisi formal i estilística
La Cadira de Maximià és una peça clau en el que s'ha anomenat «estil justinianeu» o art romà d'Orient primerenc. L'exterior de vori està dissenyat com a plafons emmarcats, tot i que el paper estructural aparent de les seccions no reflecteixen per complet la veritable funció. Un tret inusual és que la profunditat del relleu és més fonda en les seccions «marc» decoratives que en les escenes emmarcades. L'esquema general és molt ric, com si mostrés un cert horror vacui. Els artistes adaptaren complicades pautes de teixits i talles de l'Orient Pròxim i que apareixien en els seus objectes artístics. Els elements que emmarquen, en el tron, es decoren amb parres típiques de l'art paleocristià, «habitades» per animals i ocells dins de les branques de les vinyes.
Moltes escenes de la Cadira de Maximià, com un miracle de Crist i la història de Josep, es poden trobar en altres treballs, com ara en mosaics i manuscrits. Els quatre evangelistes representats a la part frontal del tron també era un tema habitual en tota l'edat mitjana. Les figures mostren una forta preferència per poses de contrapposto, «una herència de l'art grecoromà, però que ací s'han convertit en una mena de manerisme».

## Context històric

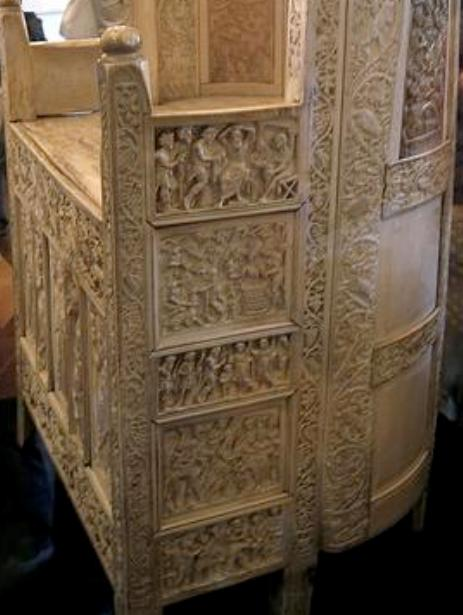
Vista lateral representant els episodis de la vida de Josep

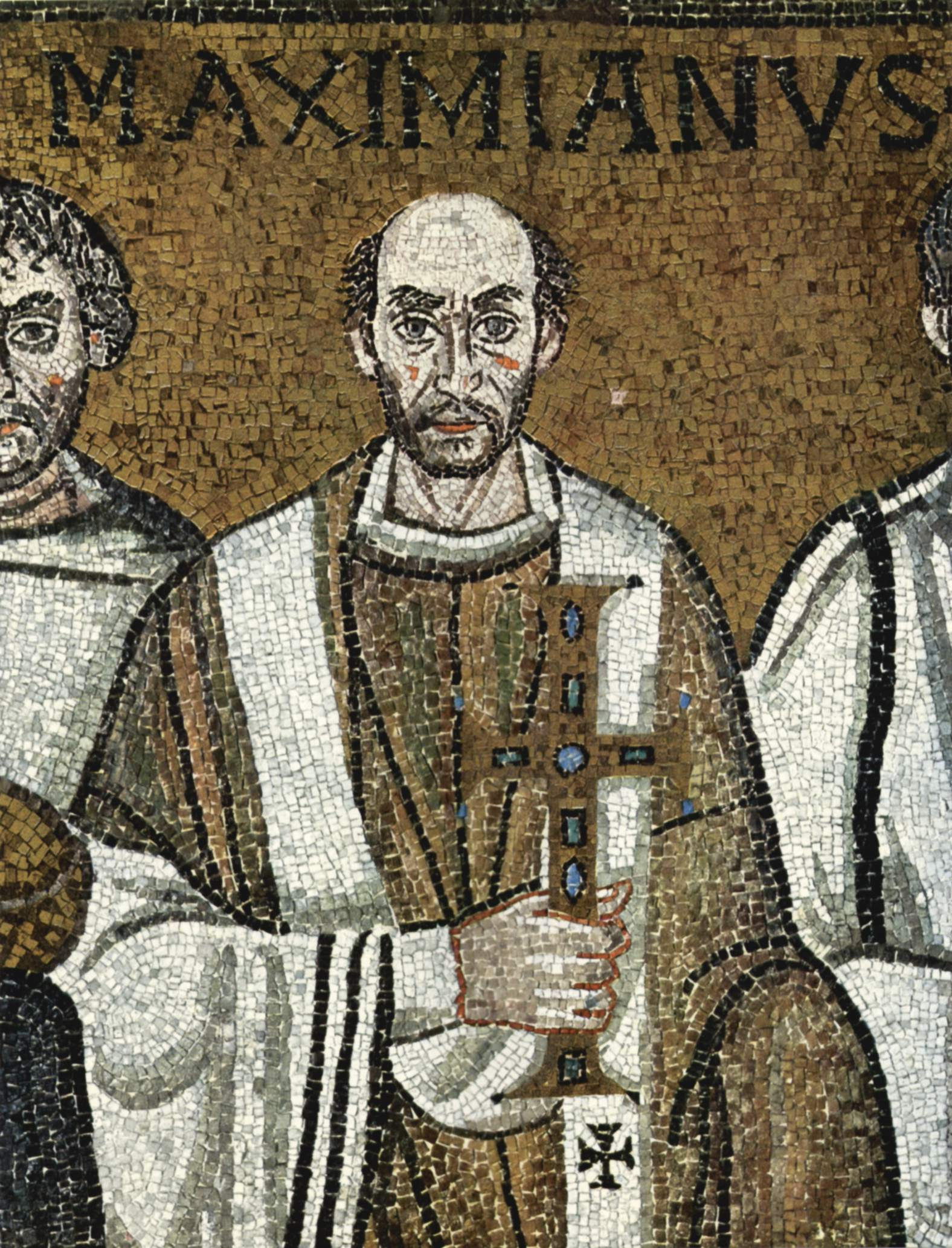
Detall de mosaic de Sant Vidal mostrant Maximià

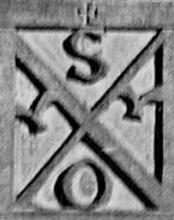
Monograma del bisbe Maximià

La forma del tron és la mateixa que trobem en altres cadires episcopals de l'Església primitiva. A la part davantera i superior, entre motius vegetals i zoomorfs, hi ha en relleu un monograma. Alguns especialistes han cregut desxifrar-hi el nom MAXIMUS SALONE EP (i) (Corpus) fent referència o a Màxim I o Màxim II de l'església de Salone de Dalmàcia (Martroye); altres han volgut llegir IOANNES EP (iscopus) AL (exandrinus), i ho han atribuït al bisbe d'Alexandria (sant Joan Capellan) que va viure a la primeria del segle vii (Cortinovis).
Però són interpretacions molt aïllades. La majoria d'arqueòlegs i historiadors de l'art entenen que el monograma ha d'interpretar-se com a MAXIMIANUS EPISCOPUS. I es referia a Maximià, bisbe de Ravenna en temps de Justinià I. Maximià fou «un pobre diaca de Pula que va aconseguir una posició alta gràcies a la seua habilitat política» com un protegit de Justinià, i guanyà també el favor de Teodora. La gent de Ravenna no el volia com a arquebisbe, però «per astutes maniobres en superà l'oposició, i se'n guanyà el respecte gràcies a la seua discreció, generositat, i grans empreses de construcció i decoració de les esglésies». Se li mostra amb un gran títol, en el famós mosaic de l'església de Sant Vidal de Ravenna de Justinià envoltat pels seus ministres i guardaespatles (aparellat amb un panell per a l'emperadriu). Fou un dels més clarividents bisbes de Ravenna. Va consagrar, entre d'altres, dues de les més famoses esglésies de la ciutat: Sant Vidal de Ravenna i Sant'Apollinare in Classe. Cal remarcar que l'atribució a Maximià del monograma està confirmada per la forma semblant d'altres monogrames del bisbe que figuren en algunes obres d'art de Ravenna, que pertanyen amb seguretat al segle vi.
El tron representa la presència de Justinià a Ravenna, que havia estat la capital occidental de l'Imperi Romà. Maximià pogué haver actuat com a regent de l'emperador en la resta del territori romà d'Orient a Itàlia, i és possible que es pretengués deixar com un tron buit (etimasia) simbolitzant l'autoritat divina o de l'emperador, o de tots dos, no perquè l'empràs realment el bisbe. No n'hi ha proves documentals, sembla, però, probable que l'enviassen com a símbol de benvolença imperial.
La cadira es col·locà al bell mig de l'absis de la catedral i, a banda i banda, els bancs dels sacerdots. El tron també hi era durant les cerimònies religioses. El suport decorat i el costat del tron suggereixen que el dissenyaren per a dur-lo en processó des de l'absis i col·locar-lo a prop del presbiteri mentre el bisbe es dirigia a la congregació, en comptes de deixar-lo immòbil a la paret.

### Datació
El regal també era per a la dedicació de sant Vidal. Justinià contractà artistes romans d'Orient del segle vi a la cort de Constantinoble vinguts de tot l'imperi, per a crear aquesta peça.
La cadira es pot datar del 545–553. La majoria d'estudiosos han mostrat acord respecte a la data, poc abans del 547. Probablement fou un encàrrec de Justinià com a regal per a Maximià per haver-se convertit en el nou arquebisbe i enfortir la seua autoritat perquè no sempre havia sigut popular.
Com se sap que Maximià va rebre el 550 el títol d'archiepiscopus ('arquebisbe'), si en el monograma s'interpreta com a MAXIMIANUS EPISCOPUS, s'ha d'atribuir la cadira als primers anys de l'episcopat és a dir, al període d'entre 546-550, ja que, si fos posterior, en el monograma hauria de ser gravat el nou títol.

### Origen
N'hi ha hagut controvèrsia quant al lloc d'origen: Antioquia, Alexandria, Ravenna o Constantinoble. L'estil de l'ivori i fins i tot el mateix ús de l'ivori suggereix que el tron pertany a l'Escola Eborària. Pels diferents estils del tron s'ha suggerit que alguns components, o fins tot el tron, es tallà a Alexandria. Un argument a favor d'aquest origen egipci és la rellevància local de la història de Josep; Meyer Schapiro, però, demostra una tradició artística i literària que usava Josep, que arribà a ser ministre del faraó, com un símbol per al paper com a bisbe, que en aquella època implicava un paper destacat en el govern civil. S'ha assenyalat, tanmateix, que el culte a Menna d'Egipte no estava limitat pas a Egipte, sinó que hi havia una església que li va ser dedicada a Constantinoble.
Està en relació amb el Díptic Barberini, amb parts d'alguns díptics imperials romans, amb el Díptic de Berlín i amb la gran safata de plata del bisbe Paternus, que mostra comparances interessants amb la decoració de la cadira. És per això que han situat la cadira dins de la renovatio que tingué lloc en la metròpoli durant el regnat de Justinià. Hi ha diferències estilístiques entre aquestes peces, però a la Constantinoble del segle vi no hi havia homogeneïtat d'estil. L'art era un conjunt d'influències diverses. Aquestes obres d'art s'insereixen en la tradició tardoantiga i tanmateix no pertanyen pas a l'antiguitat tardana, són cristianes en esperit i d'herència grega a nivell artístic, són un símbol de la unió entre sacerdotium i imperium.

### Artistes

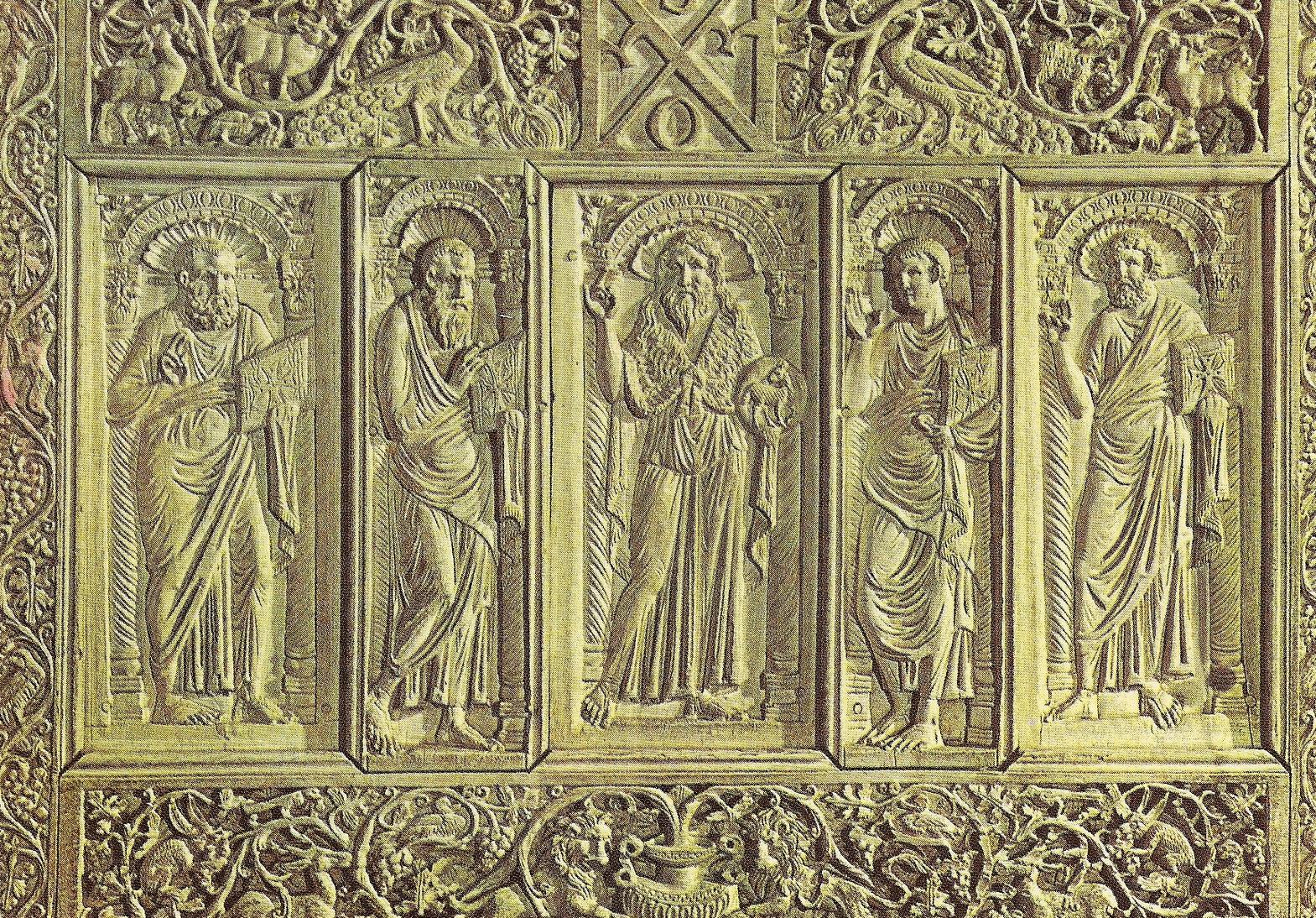
Els quatre evangelistes i sant Joan Baptista

Els plafons no van ser tallats per un sol escultor o magister eburarius (escultor de vori). Si més no, hi hagué quatre persones que van intervenir, en major o menor mesura, en la cadira. Un d'ells degué fer els personatges de sant Joan Baptista i els quatre evangelistes de la part davantera. Un segon degué realitzar els panells de les escenes evangèliques que decoren la part anterior i posterior del suport, amb un modelatge prou pla. Un tercer, amb grans qualitats artístiques i plàstiques, degué gravar els deu plafons que relaten episodis de la vida de Josep. Un quart degué ser-ne l'autor de les belles bandes decoratives, amb temes vegetals i zoomorfs, amb un potent efecte de clarobscur.

## Temes

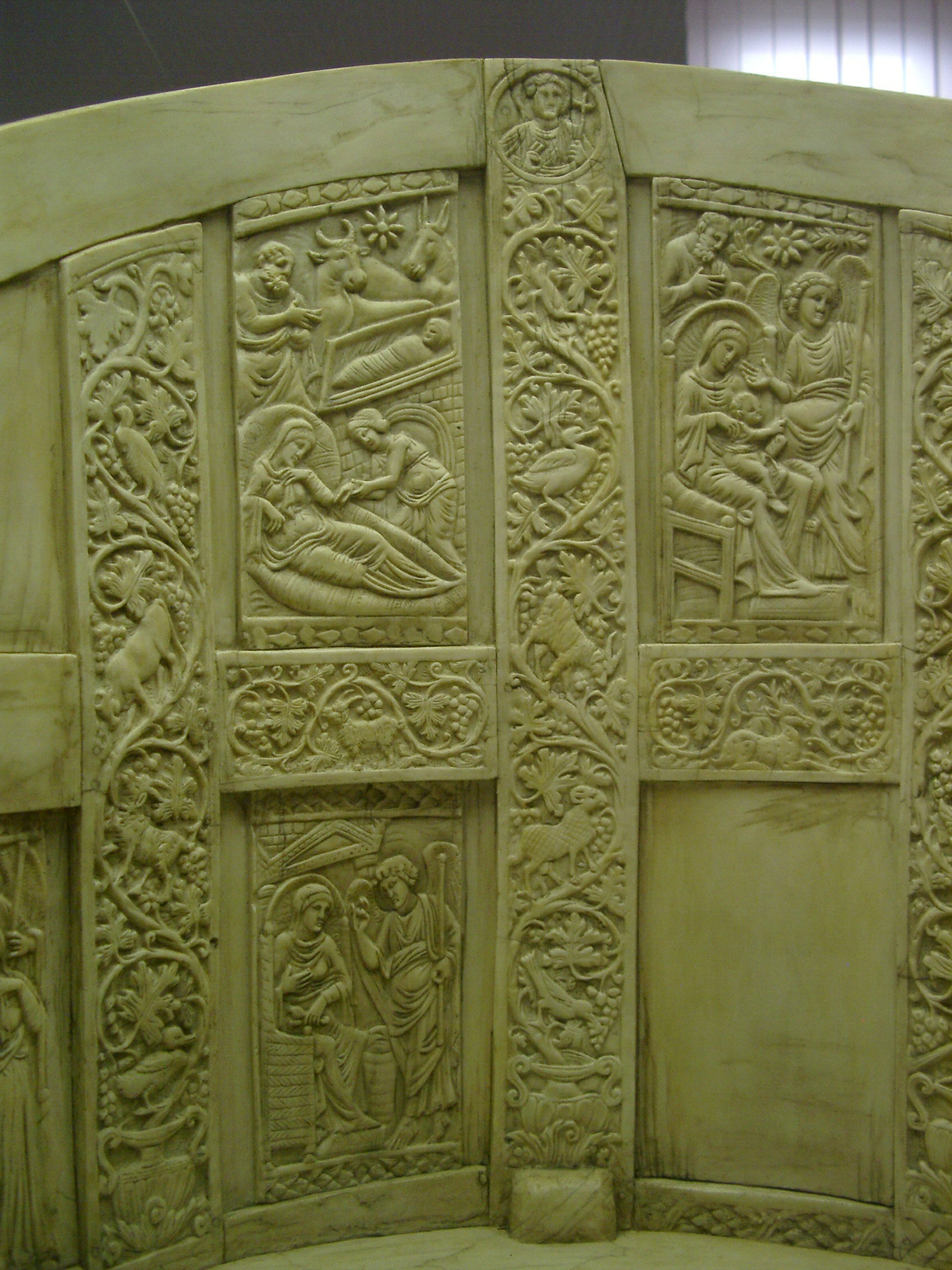
Detall de les bandes horitzontals i verticals, amb exuberant decoració de branques de vinya

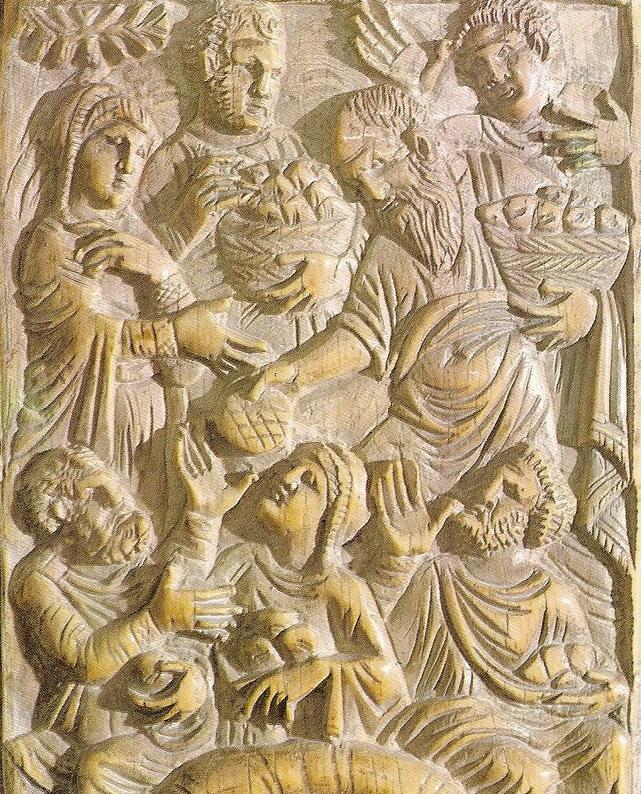
La multiplicació dels pans

Dels panells del suport, decorats per l'anvers i el revers, se n'han perdut tres. En coneixem alguns dels temes gràcies als dibuixos que ens han deixat Bachinni i Muratori: la Visitació, les Noces de Canà, l'Adoració dels reis d'Orient, i la Fugida a Egipte. Són escenes de la vida de Crist, de les quals hui poden distingir-se, a la part davantera, l'Anunciació, la Prova de les aigües, el Naixement, el Somni de Josep, la marxa a Betlem, i la Mare de Déu entronitzada amb el nen Jesús. En la part posterior trobaríem el Baptisme de Crist, l'Entrada a Jerusalem, el menjar de la multitud després de la Multiplicació dels pans i els peixos, les Noces de Cabell blanc, la Curació del cec i la Samaritana en el pou. Quant a la disposició dels panells i els temes dels panells que manquen, s'han donat algunes hipòtesis difícils d'indicar perquè, pels plafons conservat, comprovem que no hi ha pas una pauta uniforme en la distribució d'escenes.
La part frontal inferior de la cadira presenta, entre dues bandes horitzontals i verticals amb branques de vinya, cinc plafons amb un personatge en peus: sant Joan Baptista al bell mig i els quatre evangelistes a la seua vora.
Les parts laterals dessota dels reposabraços, contenen cinc panells, dedicats a la vida de Josep.

## Restauracions
Cap a finals del segle XIX i primeria del XX es van recuperar i afegir a la cadira quatre plafonets que al llarg dels segle xix s'havien dispersat. La cadira es va restaurar de manera inadequada al 1884: se'n destruí la major part de l'estructura de fusta original i es produí una gran deterioració de la superfície de vori, potser per una neteja imprudent. El 1893 i 1894 se'n restituïren a Ravenna els panells, identificats per Garrucci, un d'ells amb Crist i la Samaritana, fins llavors conservat al Museu de Nàpols, i l'altre de l'Anunciació i el menjar de la multitud després de la multiplicació dels pans i els peixos. Aquest darrer es trobava llavors al Museu Oliveriani de Pesaro. El 1903 es recuperà un panell que es trobava en la col·lecció Triulzo de Milà i en la col·lecció Trotti en Locate de Triulzo que representa d'un costat l'escena del Naixement de Jesús i de l'altre l'Entrada a Jerusalem. Ja al 1700 havia estat reconegut per Bugati com a pertanyent a la Cadira de Maximià. El 1905 tornaren al museu el plafó identificat per Westwood que era al Museu Arqueològic de Milà i abans d'allí a l'Acadèmia de Belles Arts, i que representa la Curació del cec. El 1919 la cadira fou reconstruïda i se'n recuperaren alguns plafons que havien anat a parar a altres col·leccions. El 1956 se'n feu una restauració completa.

## Tècnica: la talla en ivori
L'ivori és una matèria d'origen animal (procedent de vertebrats), dura, esmaltada i de color blanc. L'art de treballar-lo es diu eborària i els objectes realitzats elefantins. La tonalitat se'n torna groguenca amb el temps.
L'ivori és un dels materials que millor treballaven els artistes romans d'Orient i que van exercir impressionar l'Occident medieval. La major part dels objectes romans d'Orient en ivori dels segles V i VI conservats hui es crearen en ambients propers al poder i tenen caràcter religiós o oficial. Era prou usual commemorar la designació de figures importants distribuint díptics de vori. Els tallers de Roma, Milà i Ravenna dominen el segle v amb un estil d'inspiració clàssica. En el segle vi, els tallers de Constantinoble i de la Mediterrània oriental creen una sorprenent col·lecció de díptics consulars i imperials.

### Escenes individuals
- «L'escena de Josep agafat per un àngel apareix en un taüt d'ivori del Museu Victoria i Albert, i en un sarcòfag procedent de Le Puy»
- «L'escena de l'Anunciació apareix en cobertes de llibre d'ivori dels Evangelis Etschmiadzin i les cobertes en la Biblioteca Estatal de l'estat francés»
- «La prova de la Mare de Déu per aigua apareix en l'ivori Uwaroff i el fragment de les tapes de Murano en la col·lecció Stroganoff»[2]
- Un dels 26 plafons de mosaic en la Basílica de San Apol·linar el Nou, a Ravenna, (Miracle dels pans i els peixos)[21]
- Església de Sant Vidal (4 Evangelistes)[22]
- Mosaic de la cúpula del Baptisteri Neonià de Ravenna (Baptisme de Crist).[23]

## Anàlisi iconogràfica

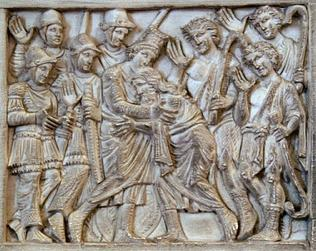
Escena de la història de Josep

La Cadira de Maximià simbolitza una seu d'autoritat i estatus. Un tron és un seient per a algú amb poder en l'època medieval.
En la Cadira de Maximià, hi ha escenes del Nou Testament que tenen una peculiar semblança amb exemples egipcis del Nou Testament i tenen continuació, en el segle vii, en monuments coptes.

### Front de la csdira
A la part frontal de la cadira, hi ha cinc panells. Quatre en representen els evangelistes sostenint els Evangelis. El darrer plafó il·lustra Joan Baptista, sostenint el seu emblema del xai. És un tema habitual en molts manuscrits i mosaics.
Els dissenys del front del tron contenen raïms de vinya, que s'usaren intensament en l'art paleocristià. Els artistes que van crear el tron inclogueren animals i ocells a les parres. A la vora inferior de la part frontal hi ha dos lleons guardant el gerro del qual sorgeixen les parres. A la vora superior, hi ha un parell de paons al voltant del monograma de l'arquebisbe Maximià. Els paons simbolitzen la immortalitat.

### Costat de la cadira: història de Josep
En un costat del tron, hi ha deu panells que narren fets de la història de Josep del Gènesi. L'estil artístic d'aquestes escenes és del segle vi, que pot distingir-se de l'aparença d'esbós de la talla. Les escenes de la vida de Josep, la roba, la decoració i la tècnica són anàlegs a l'art cristià d'Egipte.(7)

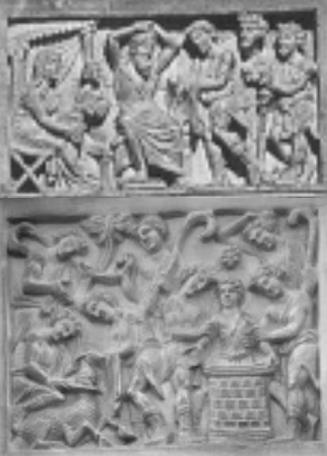

En la imatge anterior, Josep és llençat en una cisterna per dos germans seus, mentre que un tercer, Rubén, el mira amb dolor (Gènesi, 37, 18-24). Una gran estrela brilla sobre el cap de Josep, segurament indicant que prefigura a Crist.
A l'escena de baix, mentre un dels germans de Josep degolla un xai, un altre taca de sang la túnica per a fer creure que Josep ha estat devorat (Gènesi 37, 31-32). La resta de germans, en segon pla, en són testimonis. A l'escena superior, tres pastors ensenyen a Jacob la túnica tacada de sang, aquest la reconeix com la del seu fill Josep (Gènesi 37, 31-34). Mostrant un gran dolor, aixeca els braços per sobre del cap. Amb ell són el petit Benjamí i Bala, a la qual Jacob pren per esposa després de Raquel.

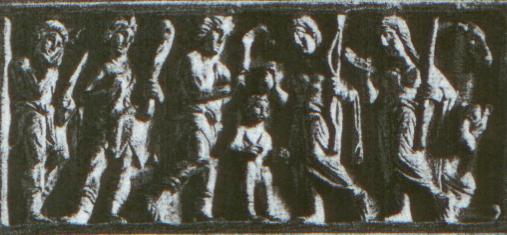

Josep hi apareix al centre, venut pels seus germans a uns mercaders madianites (Gènesis 37, 28). Els que apareixen darrere d'ell sostenen un pendum (gaiata de mànec corbat). Els mercaders, a la dreta, tenen la cabellera llarga i són al costat dels camells. Un dels mercaders té a la mà dreta una petita bossa de diners que donarà als germans de Josep.

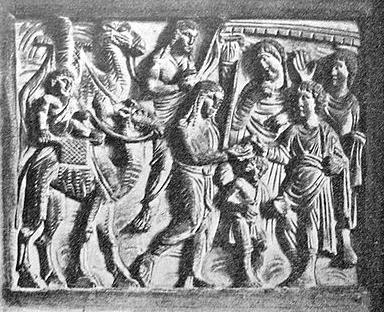

Els mercaders en el seu viatge cap a Egipte han conduït el petit Josep a llom d'un camell. Arribats a Egipte, el venen a Putifar, general de les tropes del faraó (Gènesi 37, 36). Aquest dona a un mercader els diners pactats, mentre que en un costat de la casa són la seua dona i un altre personatge.

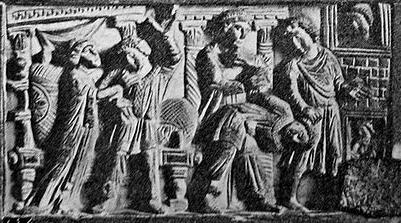

A l'esquerra, la dona de Putifar mostra una passió cega per Josep i intenta atraure'l cap al seu llit, però aquest la rebutja.
Acusat per la dona de Putifar, Josep, doblegat i amb les mans lligades rere l'esquena, és lliurat a un soldat. A la dreta, el soldat el duu a la presó, el veiem a la finestra mentre un altre home està de guàrdia a la porta. (Gènesi 39, 1-20).

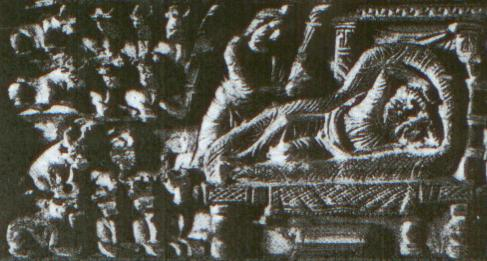

A la dreta, el faraó dorm al seu llit. Un vell alat se li acosta amb una torxa encesa: és Hipnos, el somni. A l'esquerra, en el somni el faraó veu 14 vaques, 7 flaques i 7 grosses que estan representades ací en dos plans superposats.

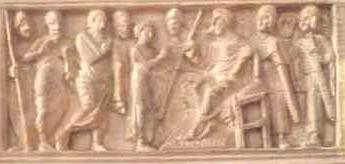

Josep interpreta per al faraó el somni que ha tingut (Gènesi 41, 14-36). Aquest està assegut al tron flanquejat per dos soldats armats amb espasa. Altres soldats es troben a prop de dos endevins vestits amb el pallium dels filòsofs, que no havien pogut donar-hi una explicació satisfactòria.

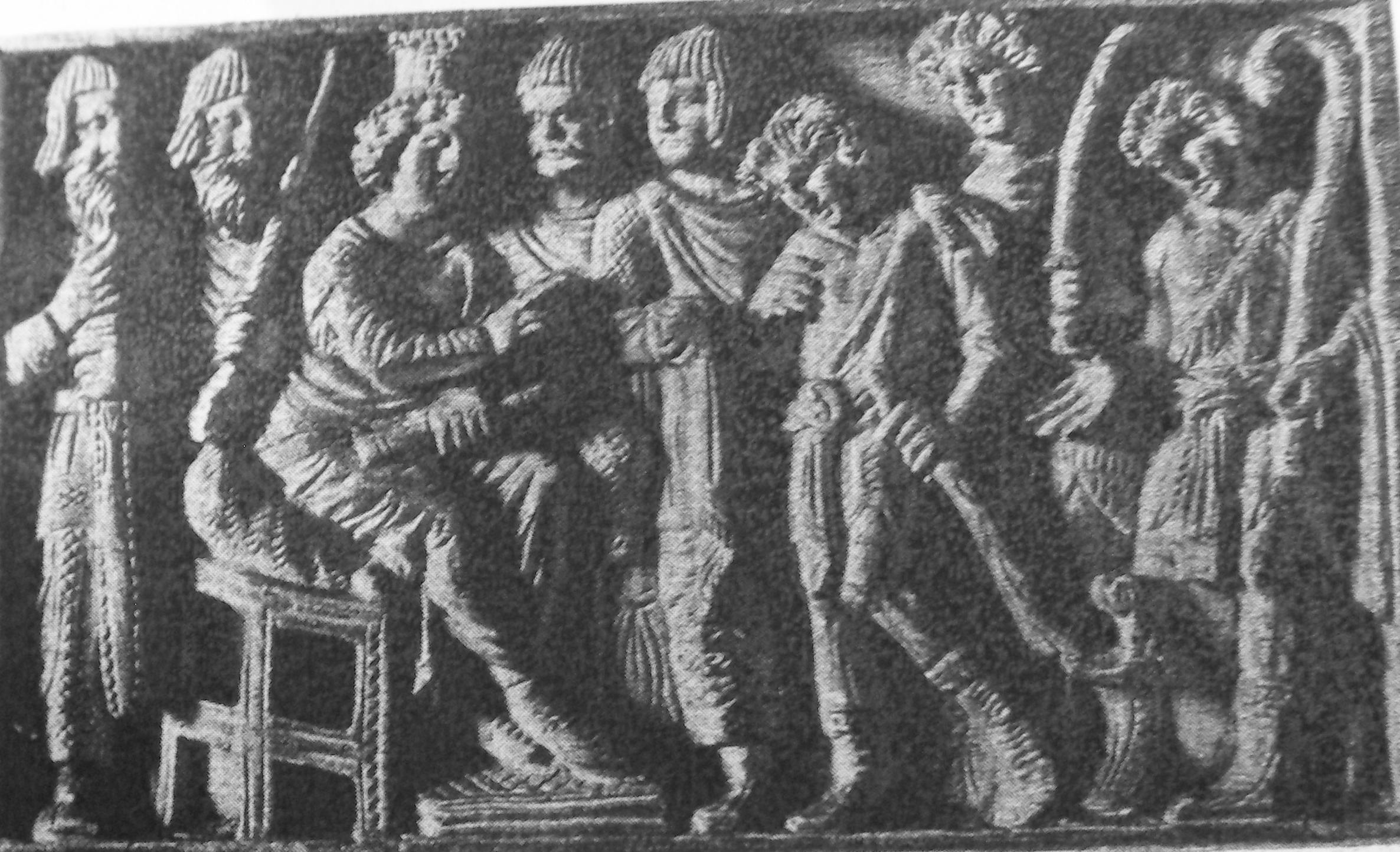

Josep convertit en virrei d'Egipte està assegut al tron envoltat de guàrdies. Interroga els seus germans, que a causa de l'escassetat havien vingut a Egipte per a comprar blat. Josep ordena que un d'ells, Simeó, siga retingut com a ostatge, després que els hagen declarat sospitosos d'haver furtat una copa d'or. (Gènesi 42, 6-24).

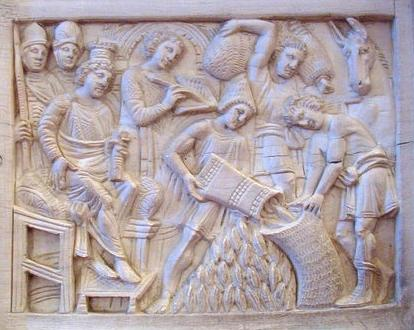

Josep al tron ordena que siguen emplenades de blat les bosses dels seus germans, mentre que l'intendent duu el compte de les quantitats cedides. És en aquesta operació que l'intendent introdueix en una de les bosses els diners i la copa d'or del faraó (Gènesi 44, 1-2).

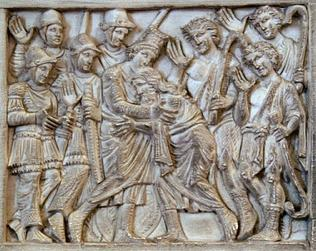

Josep envoltat de guàrdies armats abraça de nou el seu vell pare, Jacob, que va cap a ell commogut, seguit dels seus altres fills.

### Respatller de la cadira
La part posterior del tron consta de 24 panells que representen la vida de Crist i escenes apòcrifes de la Vida de la Mare de Déu.(7)

#### Escenes individuals
- La versió alexandrecopta de la nativitat de Jesús, representada en la cadira, mostra la Mare de Déu jaient sobre un matalàs, que és un tema més oriental. Mentre que en els pessebres occidentals, sol estar asseguda en una cadira.
- L'escena de l'Anunciació representa la Mare de Déu seguda a l'esquerra en una cadira de vímet teixint una vestidura porpra per al temple. Fora dels exemples esmentats més amunt, aquest tipus d'escena només apareix en monuments d'origen copte.
- L'escena de la història de Betlem, Josep ajudant la Mare de Déu embarassada a pujar en un ase, que és guiat per un àngel, és un tipus d'escena ben estranya en l'art paleocristià. És d'un tipus realitzat amb més probabilitat a Alexandria, on esdevingué un tipus característic en l'art copte.[2]